# NGC 1574
NGC 1574 (również PGC 14965) – galaktyka soczewkowata znajdująca się w gwiazdozbiorze Sieci. Odkrył ją John Herschel 4 grudnia 1834 roku.